# Ježenj
 Ježenj  (olaszul: Ieseni) falu Horvátországban, Isztria megyében. Közigazgatásilag Pazinhoz tartozik.

## Fekvése
Az Isztriai-félsziget közepén, Pazintól 5 km-re délnyugatra, a D48-as főút mellett a Lim-csatorna felett völgyekkel szabdalt, erdőkkel borított kasztvidéken fekszik. Ježenj több kis településből áll, melyek közül Mali Ježenj és Veli Ježenj a legnagyobbak. Egymástól való távolságuk mintegy egy kilométer. Kisebb települések még Mališi, Brčani és Čubani. A település központja Veli Ježenj, tőle mintegy 500 méterre délnyugatra található Mali Ježenj.

## Története
Mali Ježenj területén illír erődített település maradványait találták. A római kori életnek nem maradtak jelentősebb nyomai. A római kor utáni időszakból a 6–7. századból származik a Frančini településrész területén feltárt kora középkori temető, melynek néhány sírja (ékszer, vaskés leleteivel) a római lakosság mellett már a korai szláv jelenlétre is utal. Ježenj létezésének legrégibb írásos nyoma egy 1478. április 3-án kelt okirat, melyben III. Frigyes német-római császár megerősíti "Monte Jesen" (a mai "Ježenjski brig" vagy "Ježenjski vrh") birtokában Tinjan közösségét, mely akkor vásárolta azt Giovanni Cehornertől. Ježenj egészen 1992-ig a tinjani plébániához tartozott, ekkor azonban káplánjával a stari pazini plébánia alá rendelték. A 16. században épített Szent Lúcia templom, később plébániatemplom Ježenjtől délkeletre a Pazini mezőn (Pazinsko polje) található Munci, Grubiši és Heki falvak irányában. A településnek 1880-ban 202, 1910-ben 245 lakosa volt. Lakói hagyományosan mezőgazdasággal és állattenyésztéssel foglalkoztak. A lakosság idősebb része még Olaszországban született, a település ugyanis az I. világháború után egészen 1943-ig az olasz kapitulációig Olaszországhoz tartozott. A gyermekek kezdetben Hekire, majd az itteni népiskola bezárása után 1980-ig Tinjanra, majd később Pazinba jártak az alapiskolába. Az elektromos áramot 1953-ban vezették be a településre, 1969-re pedig kiépült a vízvezeték hálózat is és Ježenj az ivóvizét buzeti forrásokból kapja. 1973-ban aszfaltozták a Prljuhovicától a régi településközpontig Veli Ježenjig, valamint a Mali Ježenjtől Mališira vezető utat, majd 1982-ben Juraj Dobrilának a falu nagy szülötte halálának 100. évfordulójára a település központját is. Ezt az ünnepet szentmisével, valamint alkalmi sport és kulturális rendezvénnyel tartották meg. Ježenjnek 2011-ben 139 lakosa volt.

## Lakosság
| Lakosság változása | Lakosság változása | Lakosság változása | Lakosság változása | Lakosság változása | Lakosság változása | Lakosság változása | Lakosság változása | Lakosság változása | Lakosság változása | Lakosság változása | Lakosság változása | Lakosság változása | Lakosság változása | Lakosság változása | Lakosság változása |
| ------------------ | ------------------ | ------------------ | ------------------ | ------------------ | ------------------ | ------------------ | ------------------ | ------------------ | ------------------ | ------------------ | ------------------ | ------------------ | ------------------ | ------------------ | ------------------ |
| 1857               | 1869               | 1880               | 1890               | 1900               | 1910               | 1921               | 1931               | 1948               | 1953               | 1961               | 1971               | 1981               | 1991               | 2001               | 2011               |
| 0                  | 0                  | 202                | 172                | 207                | 245                | 0                  | 0                  | 189                | 185                | 172                | 151                | 132                | 142                | 142                | 139                |

## Nevezetességei
- Szent Lúcia tiszteletére szentelt plébániatemploma Ježenjtől délkeletre található, 1992-óta plébánia központja. Azelőtt a tinjani plébánia filiája volt. A templomot a 16. században építették homlokzata előtt előcsarnokkal.
- A 19. század második felében Veli Ježenj központjában a Mališi felé vezető út kereszteződésében a Krizmanić kis családi kápolnát épített, melyben Szűz Mária szobrát helyezte el. Ezt a II. világháború végén a Szent Lúcia templomba vitték át ahol ma is található.
- Veli Ježenj központjában még a Monarchia idején 1913/14-ben építették a település első ciszternáját, mely a környező háztetőkről gyűjtötte össze az esővizet. A falu lakói a vízvezeték megépüléséig ennek a vizét használták főzésre, ivásra és a háztartási szükségletekre.
- Juraj Dobrila szülőháza[4] 1800 körül épült, külső részét 1912-ben restaurálták. A közönség számára 2005. április 14-én nyitották meg.

## Híres emberek
Itt született 1812. április 16-án egy szegény paraszti családból Juraj Dobrila (1812-1882) porecsi, majd trieszti püspök.